# 軽水炉
軽水炉（けいすいろ）は、減速材に軽水（普通の水）を用いる原子炉である。
水は安価で大量に入手でき、高速中性子の減速能力が大きく、冷却材を兼ねることも出来る。しかし、中性子吸収量が大きいため、運転に必要な余剰反応度を確保するには、濃縮ウランを燃料とする必要がある。
アメリカで開発され、世界の80％以上のシェアを占めている（原子炉基数ベース、1999年時点）。
2007年時点で、日本で商用稼動している原子力発電所は全て軽水炉。

## 主な軽水炉
- 沸騰水型原子炉（軽水減速軽水冷却圧力容器型沸騰水炉，BWR）
- 加圧水型原子炉（軽水減速軽水冷却圧力容器型加圧水炉，PWR）

ただし、沸騰水型と加圧水型は冷却材としての水に基づくので、重水炉や黒鉛炉にも同じ分類がある。

## 特徴
軽水炉は現在、商用発電用原子炉の主流を占めている。これは幾つもの特長によるが、課題もある。
- 小型大出力で、出力当たりプラント建設費が安価
水の大きな減速能力により、減速材を薄く燃料棒を密に配置でき、黒鉛炉や重水炉に比べて優れている。特に加圧水型は格納容器を要さず、コンパクトな設計が可能。このため、軍事用を含め船舶用原子炉は全て軽水炉である
- 核兵器の製造には適さない（核拡散防止に有利）
使用する低濃縮ウラン燃料はそのままでは核兵器の材料にならない（ただしウラン濃縮技術自体は原子爆弾の製造に繋がるため、新規の技術取得は厳しく制限されている。また燃料交換が困難で大工事になる原子力艦用核燃料には燃料の交換頻度を下げるために（艦が退役するまで無交換を狙う場合もある）高濃縮ウランが使われる場合がある）。
また、商用発電用原子炉では経済性を重視して核燃料の燃焼度を高く取る。このため、使用済み燃料に含まれるプルトニウムを再処理して得られる原子炉級プルトニウムには核兵器原料になり得る239Puは約60％程度しか含まれず、逆に核兵器原料として不適な240Puが40％超に上る。240Puが7％以上含まれると過早爆発を起こしてしまうため、核兵器として使用するためには239Puが93％以上含まれるように同位体を分離し精製する必要があるが、これは技術面・コスト面とも極めて困難であり、核兵器の製造は実質的に不可能とされている（項目「原子爆弾」に詳しい）。原理的には広島原爆の兵器級U235を製造するのに既に用いられた電磁分離装置（カルトロン）を使ってPu239以外を減らすことは可能であろう。
一方、燃焼度を低く抑えると得られるプルトニウムの239Puの割合は多くなるが、一般的な軽水炉では運転中には燃料集合体の取り出しができないため頻繁な運転停止が必要になり、結局、効率よく純度の高い239Puを得ることが困難であることには変わりはない。だが経済性を無視して行うことは不可能ではない。
- 蒸気温度の制限から熱効率が低い
ボイラーの熱効率は蒸気温度が高いほどよく、火力発電所では600℃を超えて運転されている。一方、原子炉内の冷却水は最高でも300℃前後に留まる。これは、燃料被覆管には軽水の大きな中性子吸収量を補うために吸収断面積が小さいジルコニウム（ジルカロイ合金）が使用されるが、これが450℃以上の高圧下で、クリープ変形するためである。[1]このため、熱効率も火力の43％に対し30％に留まり、建物・人員被曝や燃料消費量・放射性廃棄物排出量の割りに発電出力が低い原因になっている。またジルコニウム合金は700℃程度で水蒸気と反応して水素を放出して酸化されてボロボロに崩れる。そのためこの点からも炉内の水蒸気の温度はそれよりも十分に低く保つ必要がある。
- 負荷追従運転が困難
電力需要は昼夜で差があるが、軽水炉の運転出力を短時間で増減させると、古い燃料被覆管に熱衝撃ピンホールを生じるおそれがある。燃料被覆管は酸化や水素脆化により、次第に延性が低下する。また、300℃前後で運転しても、局所的に高温で減径する可能性もある。一方、中の燃料ペレットはスエリングや核分裂反応#核分裂生成物により膨張し、やがて内壁に接触する。こうなると被覆管は内部から広げられ、壁面は引張応力を受けるため、[2]温度変化による膨張収縮を繰り返すと、亀裂を生じる。これを避けるため、原子力発電所は主にベース需要を受け持ち、変動部分は火力発電所が担っている。
- 再立ち上げに時間がかかる
軽水炉を低負荷で運転すると、原子炉の制御に影響（キセノンオーバーライド）する放射性キセノンの135Xeが発生・蓄積しやすい。135Xeは半減期が約9時間で、影響がなくなる（10％未満になる）までに36時間ほど要する。この間、余剰反応度がないと再立ち上げがしにくい（出来ないわけではなく、対策が進んでいる）

## 日本における導入
日本では戦後に軽水炉による原子力発電が導入されることが決まり、自主開発と海外（主に米国）からの技術導入の2つの方針が採られた。電力会社による商用炉についてはPWRとBWRの併用による海外技術の導入と決まり、電力会社・プラントメーカー・サポートする大学の組み合わせは以下の通りとなった。
- PWR 関西電力 - 三菱重工業 - 京都大学
- BWR 東京電力 - 日立製作所・東芝 - 東京大学

この枠組みは現在でも変わらず、後年原子力発電に取り組んだ電力各社もこのどちらかのグループに従っている。